# 名古屋証券取引所で上場廃止となった企業一覧
名古屋証券取引所で上場廃止となった企業一覧（なごやしょうけんとりひきじょでじょうじょうはいしとなったきぎょういちらん）は、過去に名古屋証券取引所で上場廃止となった企業の一覧である。
主に倒産、上場廃止基準の抵触に伴って上場廃止になった企業について記述する。株式交換、株式移転、株式併合、合併、上場廃止申請による上場廃止はここでは記述しない。

## 1963年
- 丸物（1963年6月21日、名証1部 8244）
  - 大阪証券取引所1部と京都証券取引所への上場は継続。
  - 現在の後身・近鉄百貨店も大証1部の単独上場を経て、東証スタンダード（8244）に上場している。

## 2001年
- 靴のマルトミ（2001年3月21日、名証2部 9863）

## 2004年
- 岐セン（2004年3月1日、名証2部 3581）

## 2005年
- サンビシ（2005年11月29日、名証2部 2808）

## 2010年
- ケイエス冷凍食品（2010年7月26日、名証2部 2881）TOB
- ホウトク（2010年8月23日、名証2部 7973）TOB

## 2011年
- TRNコーポレーション（2011年2月23日、セントレックス 3351）TOB
- DPGホールディングス（2011年6月14日、セントレックス 3781）有価証券報告書虚偽記載

## 2012年
- KFE JAPAN（2012年2月1日、セントレックス 3061）時価総額規定未満
- やすらぎ（2012年7月3日、セントレックス 8919）TOB
- ECI（2012年11月1日、セントレックス 4567）有価証券報告書提出義務違反

## 2013年
- メディカル・ケア・サービス（2013年7月9日、セントレックス 2494）TOB
- 天龍木材（2013年12月3日、名証2部 7904）MBO

## 2014年
- 太陽商会（2014年6月28日、セントレックス 2447）有価証券報告書虚偽記載
- ノア（2014年11月10日、セントレックス 3383）不適当合併

## 2015年
- オプトロム（2015年10月1日、セントレックス 7824）上場契約違反等

## 2017年
- 郷鉄工所（2017年9月11日、名証2部 6397）有価証券報告書提出遅延

## 2018年
- ドミー（2018年3月27日、名証2部 9924）有価証券報告書提出遅延